# Tipula wibleae
Tipula wibleae är en tvåvingeart som beskrevs av Young 1987. Tipula wibleae ingår i släktet Tipula och familjen storharkrankar. Inga underarter finns listade i Catalogue of Life.